# 北九州市立門司特別支援学校
北九州市立門司特別支援学校（きたきゅうしゅうしりつ もじとくべつしえんがっこう）は、福岡県北九州市門司区白野江三丁目28番1号にあった公立特別支援学校。心身症等による不登校、軽度の慢性疾患等で居住地の学校に通えない児童生徒が、心身の健康を取り戻すために通学する。2016年3月31日をもって北九州市立門司特別支援学校としては廃校になり、翌4月1日より北九州市立門司総合特別支援学校に名称、所在地を変更して再出発。
2007年（平成19年）4月1日、特別支援教育の実施により、門司養護学校から改称した。
廃校後は、就労継続支援B型事業所の拠点として使用されており、不定期的にコスプレイベントが開催されている。

## 学部
高等部と中学部と小学部があり、全寮制となっている為生徒は月曜日 - 木曜日まで泊まり金曜日に授業を受けて帰宅している。
現在、生徒26人に教師40人あまりである。
年間を通し行事が多く、周辺地域の人たちとの交流が盛んである。

## アクセス
- 西鉄バス白野江バス停より徒歩約10分

門司港より車で約25分